# Heinrich Alefeld
Heinrich Wilhelm Julius Alefeld (*  13. Oktober 1739 in Gießen; † 2. Juni 1806 in Marburg) war ein deutscher Amtmann (Verwalter) und letzter Repräsentant des Deutschen Ordens in der Deutschordenskommende Ober-Flörsheim, die zur Deutschordensballei Hessen gehörte.

## Leben

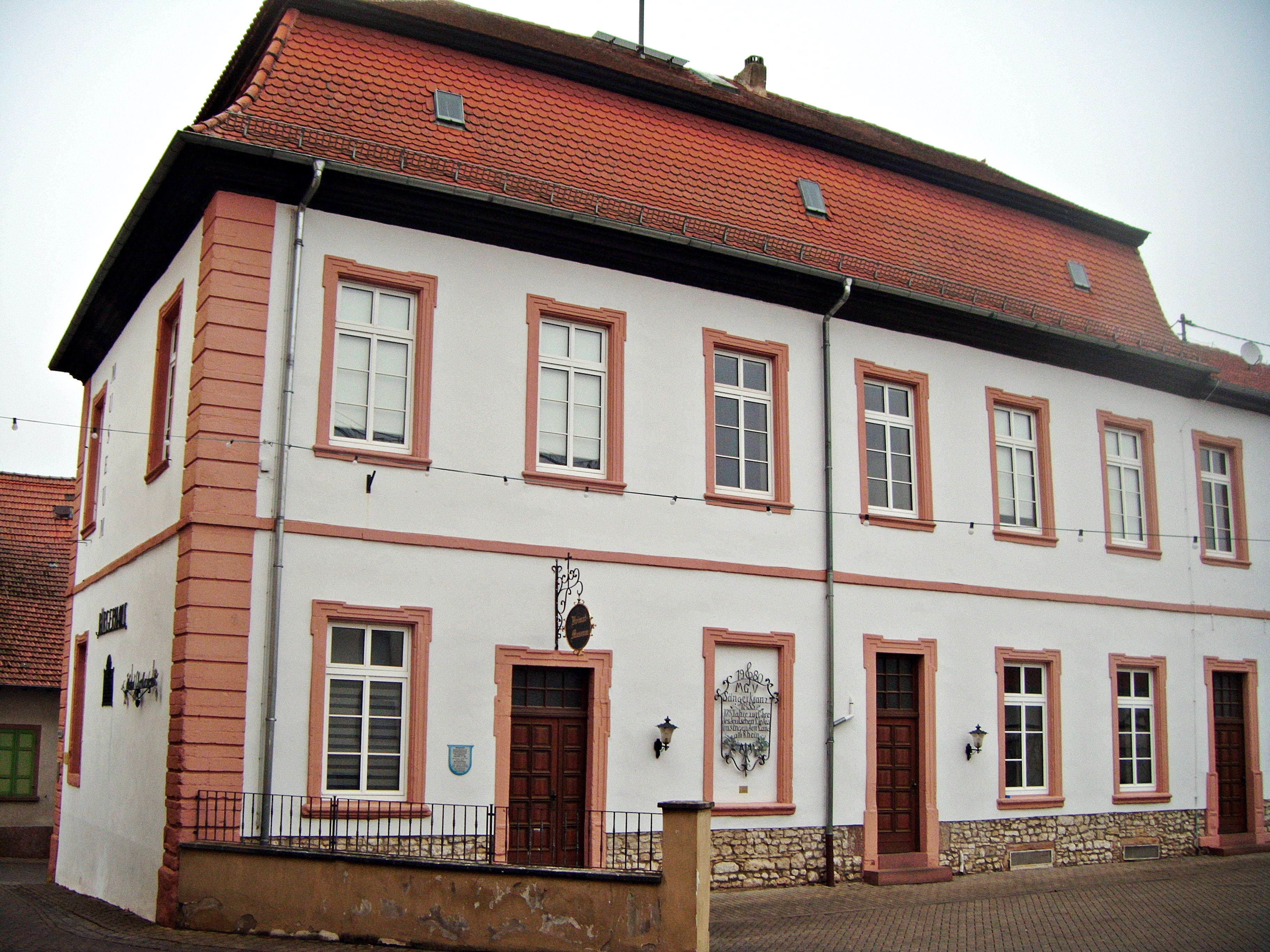
Komturei der Deutschordenskommende Ober-Flörsheim, Wohnort des Heinrich Alefeld

Heinrich Wilhelm Julius Alefeld war ein Sohn des Physikers Johann Ludwig Alefeld (1695–1760) und dessen Ehefrau Helena Klara Bodenburg (1713–1774).
Nach einem Studium der Rechtswissenschaften wurde er Amtmann auf der Burg Friedberg. Damit war er der oberste Dienstmann des vom Landesherrn  geschaffenen Amtes, dessen Aufgabe in der Verwaltung der Güter lag.
Von 1770 bis zur Besetzung  durch die französischen Revolutionstruppen 1797 wirkte er als letzter Repräsentant des Deutschen Ordens in der Deutschordenskommende Ober-Flörsheim in der Deutschordensballei  Hessen. Trotz seines lutherischen Bekenntnisses amtierte er dort als Verwalter und wohnte in dem  barocken Komtureigebäude, zusammen mit seiner verwitweten Schwiegermutter Amalia Charlotte Philippina von Avemann geb. Clotz (1716–1793) und deren  Schwester Sophia Christina Marianna Clotz (1718–1789).
Nach der Annexion durch die Franzosen flüchtete er nach Gießen und Marburg.

## Familie
Der Mediziner und Physiker Georg Ludwig Alefeld (1732–1774) war sein Bruder.
Am 11. August 1772  heiratete Heinrich in Butzbach Jakobine Charlotte Susanne von Avermann (1744–1811), Tochter des Christian Ernst Heinrich von Avemann.
Aus der Ehe sind die Kinder Karl Ludwig Friedrich Reinhard (1774–1835, Amtmann), Christian (1777–1843, Kreisphysikus), Friedrich (1778–1841, Polizeiexpeditionsrat), Charlotte (1781–1819, ⚭  Wilhelm Nebel, 1773–1842, Großherzoglich Hessischer Oberpostmeister in Darmstadt), Karl Georg Wilhelm (1785–1868, Pfarrer und Dekan) und Georg Ludwig Nikolaus  (1789–1856, Generalmajor) hervorgegangen.